# Lehota nad Rimavicou
Lehota nad Rimavicou es un municipio del distrito de Rimavská Sobota en la región de Banská Bystrica, Eslovaquia, con una población estimada a final del año 2024 de 257 habitantes.
Se encuentra ubicado al este de la región, en la cuenca hidrográfica del río Sajó —un afluente derecho del río Tisza— y cerca de la frontera con la región de Košice y con Hungría.

## Demografía
| Año        | 1994 | 2004    | 2014     | 2024    |
| ---------- | ---- | ------- | -------- | ------- |
| Población  | 344  | 331     | 270      | 257     |
| Diferencia |      | −3,77 % | −18,42 % | −4,81 % |

| Año        | 2023 | 2024 |
| ---------- | ---- | ---- |
| Población  | 257  | 257  |
| Diferencia |      | +0 % |